# Panthéon (album)
Pour les articles homonymes, voir Panthéon (homonymie).
Albums de Booba
Temps mort
(2002) Autopsie Vol. 1
(2005)
Singles
1. Tallac
Sortie : 20 Janvier 2004
2. La Faucheuse
Sortie : 24 Mars 2004
3. N°10
Sortie : 8 Avril 2004
4. Alter égo
Sortie : 5 Juillet 2004
5. Avant de partir
Sortie : 26 Août 2004
6. Mon son
Sortie : 7 Février 2005

Panthéon est le deuxième album studio du rappeur français Booba sorti le 11 mai 2004 sur le label Tallac Records via la major Barclay et Universal Music Group.
Cet opus de 13 titres marque la période post 45 Scientific pour l'artiste de Boulogne. Il comporte également un DVD bonus incluant une interview exclusive ainsi que des images live et studio inédites (réalisé par Papsprod).

## Clips vidéos
- N°10
- Baby (feat. Nessbeal)
- Avant de partir (feat. Léya Masry)

## Réception

### Ventes
L'album est certifié disque d'or un mois après sa sortie, avec 100 000 exemplaires vendus.

## Liste des titres
| 1.    | Tallac                                               | Skread                                 | 4:04 |
| 2.    | Le mal par le mal                                    | Medi Med, Kore & Skalp (cocompositeur) | 2:09 |
| 3.    | Commis d'office (featuring Mala)                     | Kore & Skalp                           | 5:09 |
| 4.    | N°10                                                 | Animalsons                             | 4:39 |
| 5.    | Hors-saison                                          | Animalsons                             | 4:43 |
| 6.    | R.A.P. (featuring Sir Doum's)                        | Animalsons                             | 3:56 |
| 7.    | Baby (featuring Nessbeal)                            | Skread                                 | 4:31 |
| 8.    | La Faucheuse                                         | Kore & Skalp                           | 4:42 |
| 9.    | Mon son                                              | Medeline                               | 2:49 |
| 10.   | Alter égo (featuring Wayne Wonder)                   | Animalsons                             | 4:15 |
| 11.   | Pazalaza pour sazamuser (featuring Issaka et Bram's) | Medeline                               | 2:45 |
| 12.   | Bâtiment C                                           | Kore & Skalp                           | 3:43 |
| 13.   | Avant de partir (featuring Léya Masry)               | Four Tracks                            | 5:25 |
| 52:00 |                                                      |                                        |      |

## Samples
- Tallac contient un sample de la chanson Max by Bernard Herrmann.
- Le mal par le mal est un sample de la chanson Tout ce qu'on connait de Booba et Nessbeal.
- Mon son contient un sample de Hold the Line de Toto.

## Classement hebdomadaire
| Classement                   | Meilleure position |
| ---------------------------- | ------------------ |
| Belgique (Wallonie Ultratop) | 26                 |
| France (SNEP)                | 1                  |
| Suisse (Schweizer Hitparade) | 25                 |

## Certifications
| Pays          | Certifications | Ventes     | Ventes  |
| Pays          | Certifications | Certifiées | Totales |
| ------------- | -------------- | ---------- | ------- |
| France (SNEP) | Or             | 100 000    | 260 000 |